# Куприянов, Владислав Порфирьевич (композитор)
Владисла́в Порфи́рьевич Куприя́нов (12 мая 1936, Йошкар-Ола, Марийская автономная область, Горьковский край, РСФСР, СССР — 23 марта 1989, Чистополь, Татарская АССР, РСФСР, СССР) — марийский советский и российский композитор. Первый марийский композитор, обратившийся к жанру массовой эстрадной песни в марийской музыке. Ответственный секретарь, председатель правления Союза композиторов Марийской АССР (1972—1981), руководитель эстрадного ансамбля «Элнет» Марийской государственной филармонии имени Я. Эшпая (1985—1989). Заслуженный деятель искусств РСФСР (1986). Заслуженный деятель искусств Марийской АССР (1980). 

## Биография
Родился 12 мая 1936 года в г. Йошкар-Оле ныне Марий Эл в семье музыкантов. Его отец Порфирий Александрович был скрипачом и возглавлял Йошкар-Олинское музыкальное училище, мать Зинаида Ивановна была директором-хоровиком. Детские годы провёл в деревне Оврашнуры Горномарийского района Марийской АССР. 
В 1957 году окончил Йошкар-Олинское музыкальное училище имени И. С. Палантая по классу флейты.
С 1959 года работал в оркестре кинотеатра «Рекорд», затем — в клубе завода полупроводниковых приборов г. Йошкар-Олы в должности художественного руководителя и аккомпаниатора. Затем — преподаватель теоретических дисциплин и композиции Йошкар-Олинского музыкального училища, худрук ДК имени Я. Эшпая в г. Козьмодемьянске.
В 1969 году окончил теоретико-композиторский факультет Казанской государственной консерватории (класс композиции профессора А. С. Лемана).  
В 1971 году вступил в Союз композиторов СССР. С 1972 года — ответственный секретарь, в 1976—1981 годах — председатель правления Союза композиторов Марийской АССР.
В 1985—1989 годах — руководитель эстрадного ансамбля «Элнет» Марийской государственной филармонии имени Я. Эшпая. 
Скончался 23 марта 1989 года на гастролях в г. Чистополе Татарской АССР. Похоронен в г. Йошкар-Оле.  

## Музыкальное творчество
С семи лет самостоятельно начал играть на скрипке, гармошке и балалайке, настраивал струнные инструменты. Учась в школе, стал активным участником художественной самодеятельности (гармонист).
Вошёл в историю марийской музыки как первый марийский композитор, обратившийся к жанру массовой эстрадной песни. 
Является автором крупных инструментальных сочинений, камерной музыки, музыки к спектаклям «Громовая заря» К. Коршунова (1967), «Алдиар» А. Волкова (1968), «Волшебные гусли» М. Рыбакова (1969), «Живая вода» С. Чавайна (1971), «В субботу — баня» П. Эсенея (1974), «Когда поют петухи» П. Эсенея (1975) и др. В 1965 году появилось первое его циклическое произведение — сюита для фортепиано. А через пять лет в качестве дипломной работы он представляет сюиту для симфонического оркестра. Важным этапом на пути освоения симфонического жанра явился написанный в 1969 году концерт для скрипки с оркестром. 
Композитор писал и песни на стихи марийских поэтов С. Николаева и Н. Егорова.
За вклад в развитие советского и марийского музыкального искусства в 1980 году ему присвоено звание «Заслуженный деятель искусств Марийской АССР», а в 1986 году — почётное звание «Заслуженный деятель искусств РСФСР». Награждён медалями.

## Признание
- Заслуженный деятель искусств РСФСР (1986)[1][2]
- Заслуженный деятель искусств Марийской АССР (1980)[1][2]

## Память
- 13 мая 2016 года в г. Йошкар-Оле на доме № 6 по улице Рябинина, где в 1972—1982 годах жил композитор, была открыта мемориальная доска[1][9][10][11][12].
- В 1990 году в Йошкар-Оле вышло в свет издание «Тревожное сердце: песни: для пения (соло, ансамбль, хор) с сопровождением флейты». Составители — М. Е. Родина и О. М. Герасимов[13][14].
- 11 мая 2016 года в Большом концертном зале имени А. Я. Эшпая Марийского колледжа культуры и искусств им. И.С. Палантая состоялся концерт-воспоминание «Владислав Куприянов», посвящённый 80-летию со дня рождения композитора[15].